# Ligota Wielka (powiat oleśnicki)
Ligota Wielka (niem. Groß Ellguth) – wieś w Polsce, położona w województwie dolnośląskim, w powiecie oleśnickim, w gminie Oleśnica.
| SIMC    | Nazwa    | Rodzaj     |
| ------- | -------- | ---------- |
| 0879080 | Świerzna | przysiółek |

W latach 1954–1972 wieś należała i była siedzibą władz gromady Ligota Wielka. W latach 1975–1998 miejscowość należała administracyjnie do województwa wrocławskiego.